# Hebenstreit-Rapido

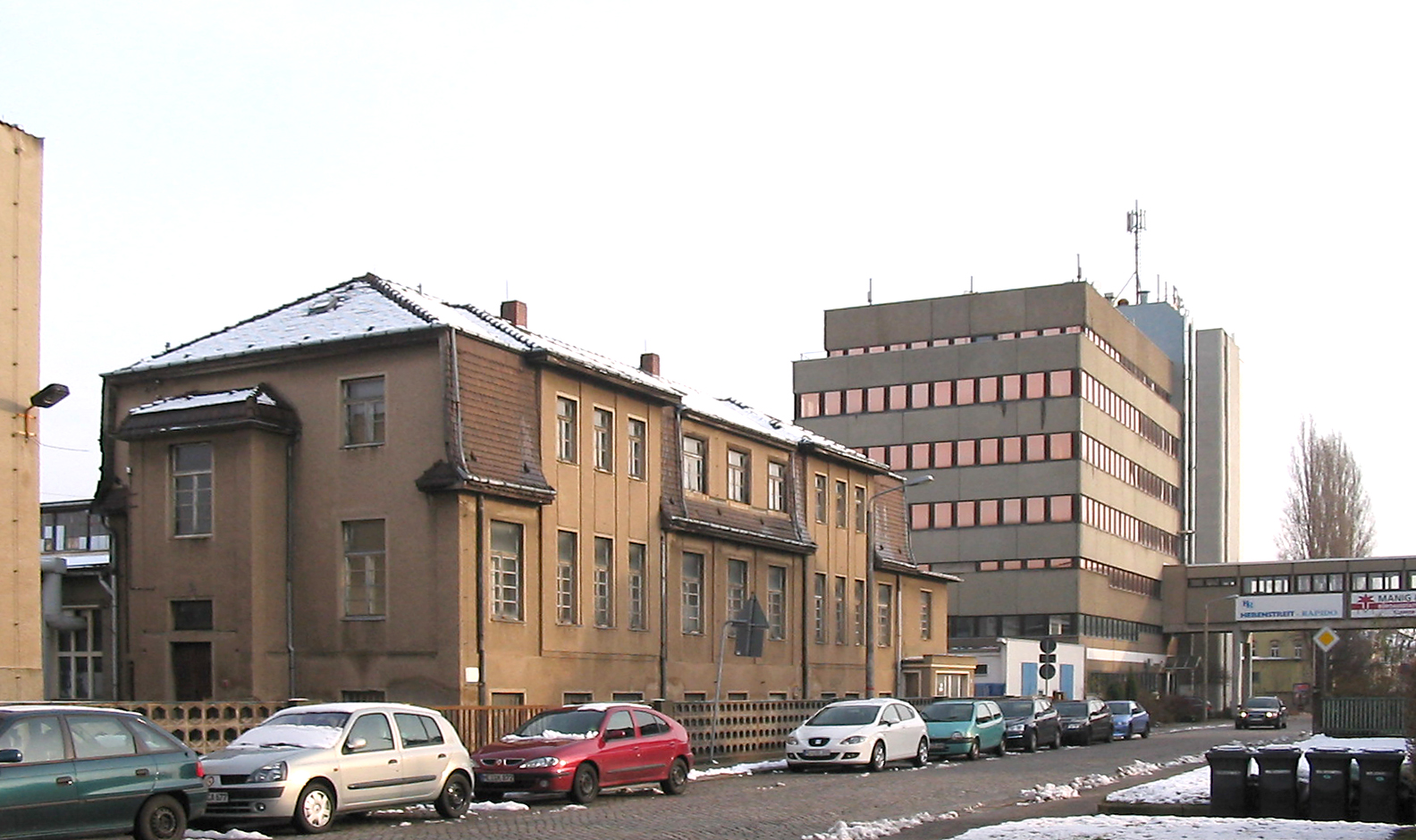
re. Hebenstreit-Rapido (Nr. 68) mit Straßenbrücke zur Nr. 63, Bildmitte ehemalige Rapido-Werke (Nr. 64)

Das Unternehmen Hebenstreit-Rapido GmbH war ein Hersteller von vollautomatischen Waffelbackanlagen im sächsischen Radebeul in der Gartenstraße 60–68, seit 2008 ist das Werk in Radebeul eine Betriebsstätte der Hebenstreit GmbH in Mörfelden-Walldorf. Die Firma wurde 1898 als Maschinenfabrik Göhring & Hebenstreit in Dresden gegründet, zog 1907 in das Industriegebiet der Ursprungsgemeinde Radebeul, wurde 1945 demontiert, 1946 enteignet und 1970 mit dem benachbarten VEB Rapido fusioniert. Für Geldautomaten war der Betrieb DDR-weit der einzige Hersteller. 1989 hatte der Betrieb als VEB Wägetechnik Rapido 1400 Beschäftigte.
Direkt rechts daneben befinden sich die Räumlichkeiten der ehemaligen Radebeuler Schuhfabrik.

## Geschichte

### Maschinenfabrik Göhring & Hebenstreit

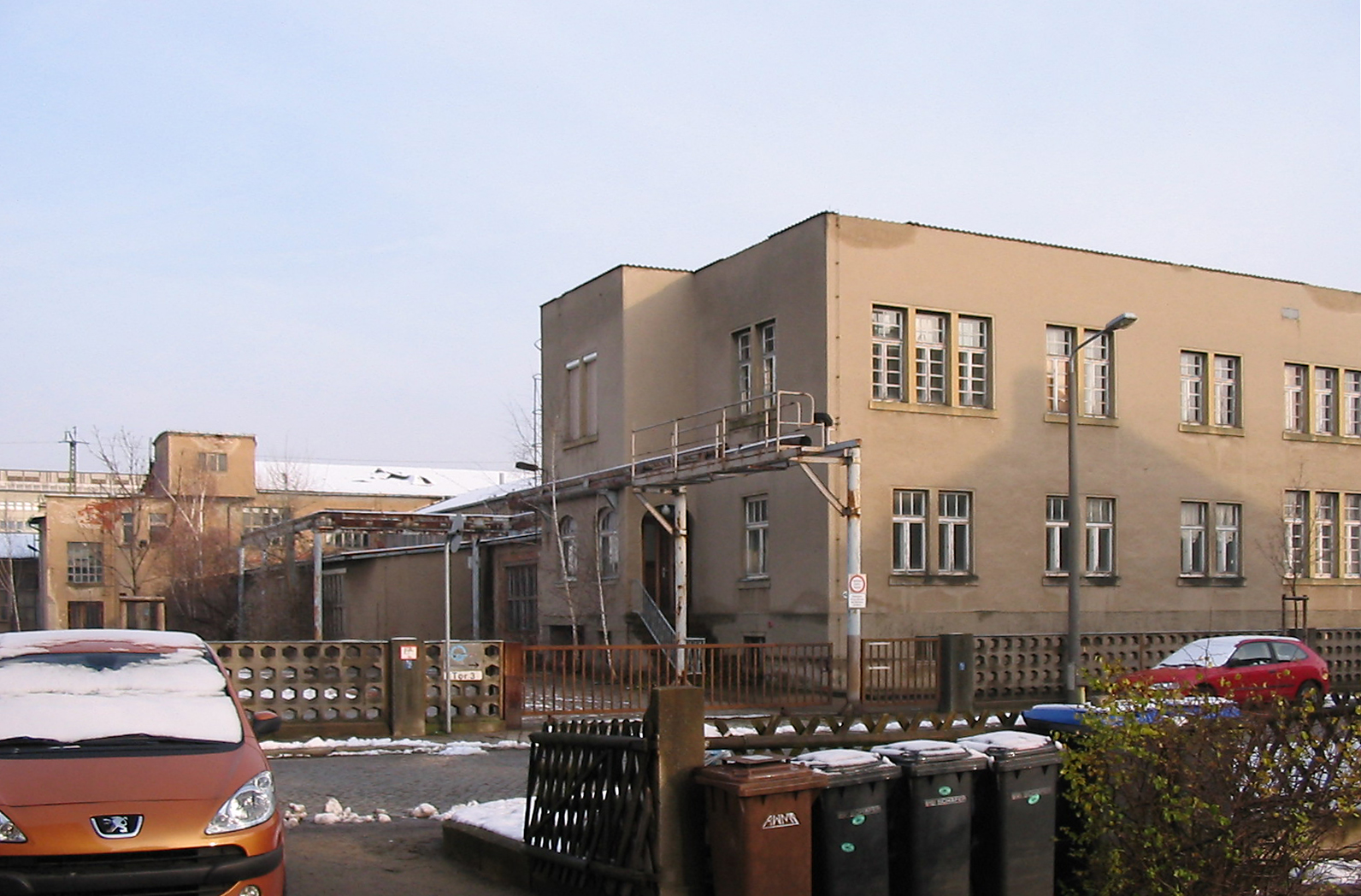
Ehemalige Maschinenfabrik Göhring & Hebenstreit (Nr. 62)

1898 gründeten die Ingenieure Hermann Göhring und Oskar Hebenstreit in Dresden ein Gemeinschaftsunternehmen, das zu Beginn hauptsächlich Lacktrockenöfen für die Metallwarenindustrie herstellte. 1907 bezogen Göhring und Hebenstreit ein neues Fabrikgebäude in der Alt-Radebeuler Gartenstraße 62, wo sich ihr Unternehmen zu einem der führenden Hersteller von Backanlagen für Brot, Kekse, Waffeln, Biskuit und Zwieback entwickelte. Dieser arbeitete in Form einer Entwicklungspartnerschaft eng mit der 400 Meter Luftlinie entfernten Waffelfabrik Haubold & Richter zusammen, eine Zusammenarbeit, die auch zu DDR-Zeiten erfolgreich weitergeführt wurde. Insbesondere die 1925 auf den Markt gebrachten Waffelback-Vollautomaten machten die Maschinenfabrik mit ihren mehr als 200 Mitarbeiter international erfolgreich.
Von 250 Beschäftigten 1930 wuchs die Gesellschaft auf über 425 während des Zweiten Weltkriegs, von denen über 100 ausländische Zwangsarbeiter waren. In der Zeit des Zweiten Weltkriegs musste die Produktion zu großen Teilen auf die Herstellung kriegswichtigen Materials umgestellt werden. Daher wurde das Unternehmen 1945 durch die sowjetische Besatzungsmacht komplett demontiert. Nach dem Volksentscheid in Sachsen am 30. Juni 1946 wurden die Eigentümer der Maschinenfabrik Göhring & Hebenstreit enteignet, woraufhin die Familie Hebenstreit in die Westzone aussiedelte. Ihr Betrieb wurde als VEB Maschinenfabrik „Spezial“ weitergeführt. Auch die Maschinenfabrik „Spezial“ exportierte in der Folgezeit einen Großteil ihrer Produktion.

### Rapido-Werke
Die in Dresden-Kaditz ansässige Fabrik für Ladeneinrichtungen Albin Lasch & Co. unterhielt eine Abteilung, in der ab 1911 auch US-amerikanische Waagen repariert wurden. Diese Abteilung wurde 1920 unter der Leitung des Ingenieurs Wilhelm Richard Lehmann als Sächsische Präzisionswaagen GmbH Dresden verselbstständigt. 1923 entwickelte diese eine eigene 1-kg-Neigungswaage sowie 1925 eine 5-kg-Neigungswaage.
Nach dem Eintritt eines neuen Gesellschafters zog das in Dresdner Waagenbaugesellschaft mbH umbenannte Unternehmen in das Radebeuler Industriegebiet in eigene Produktionsräume in der Gartenstraße 64. Lehmann erweiterte das Produktionsprogramm um schnelle Präzisionswaagen und vollautomatische Großwaagen, die dem Unternehmen einen ausgezeichneten Ruf verschafften. Darüber hinaus gab es auch noch Zähl- und Prüfmaschinen.

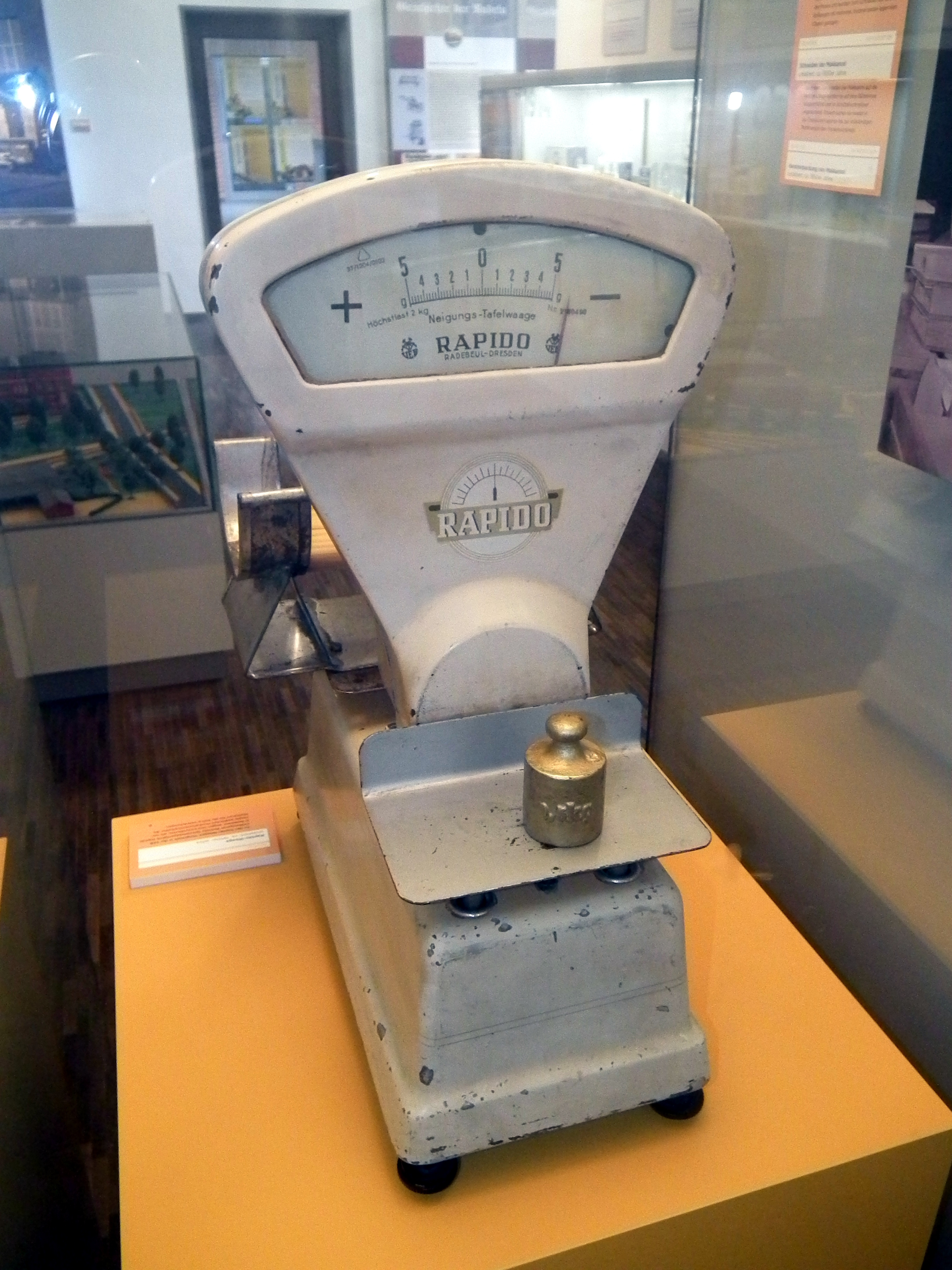
Rapido-Waage
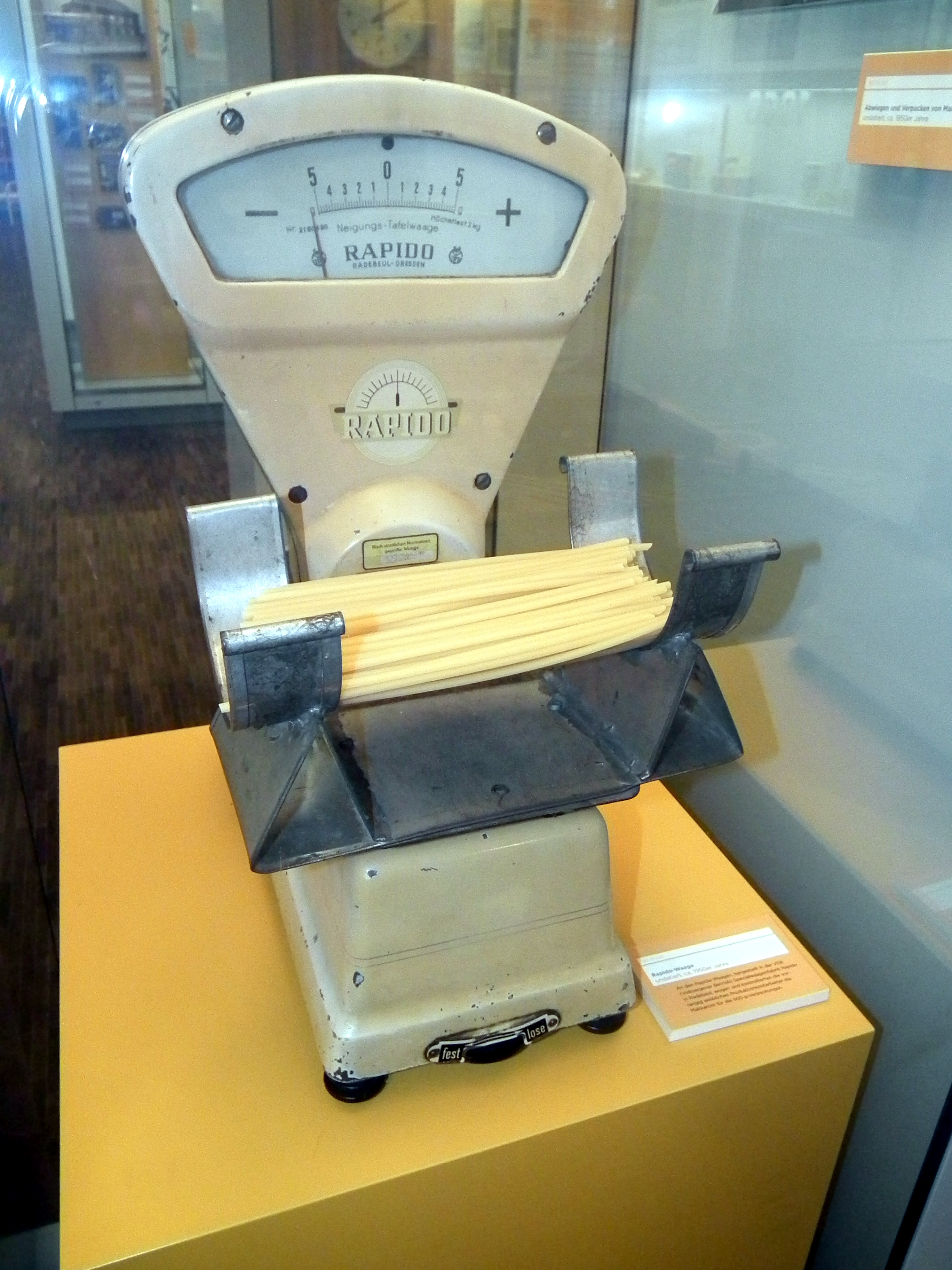
Rapido-Waage
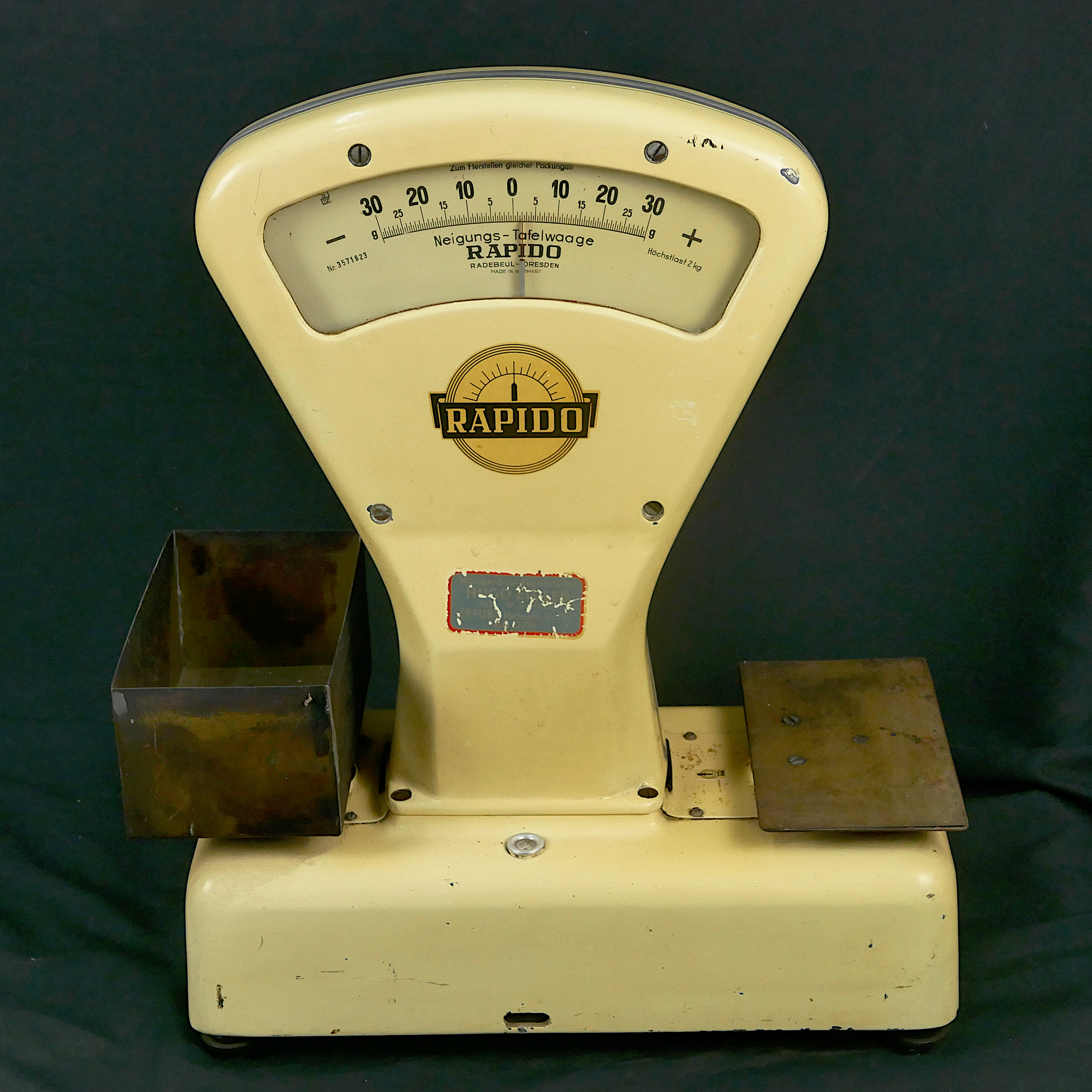
Rapido-Waage
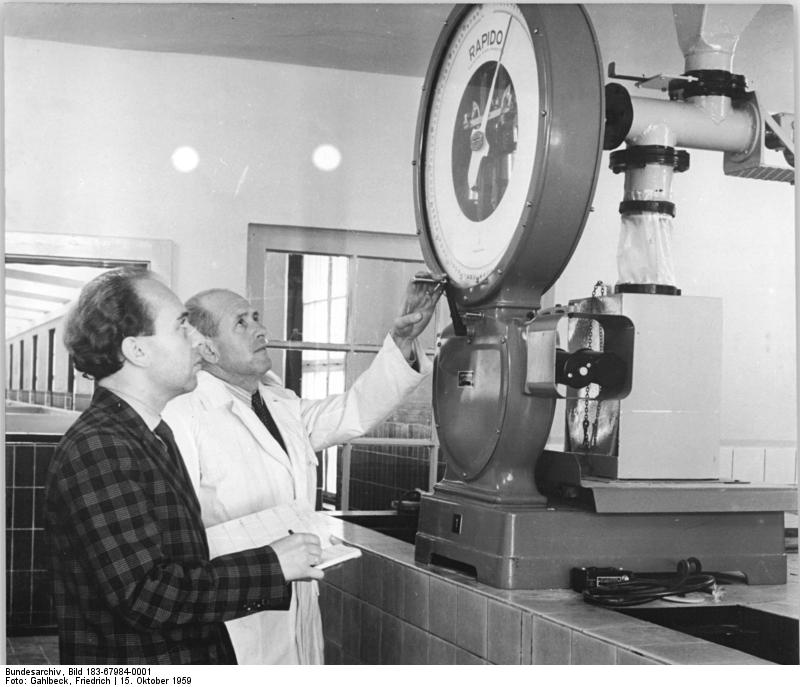
Rapido-Waage
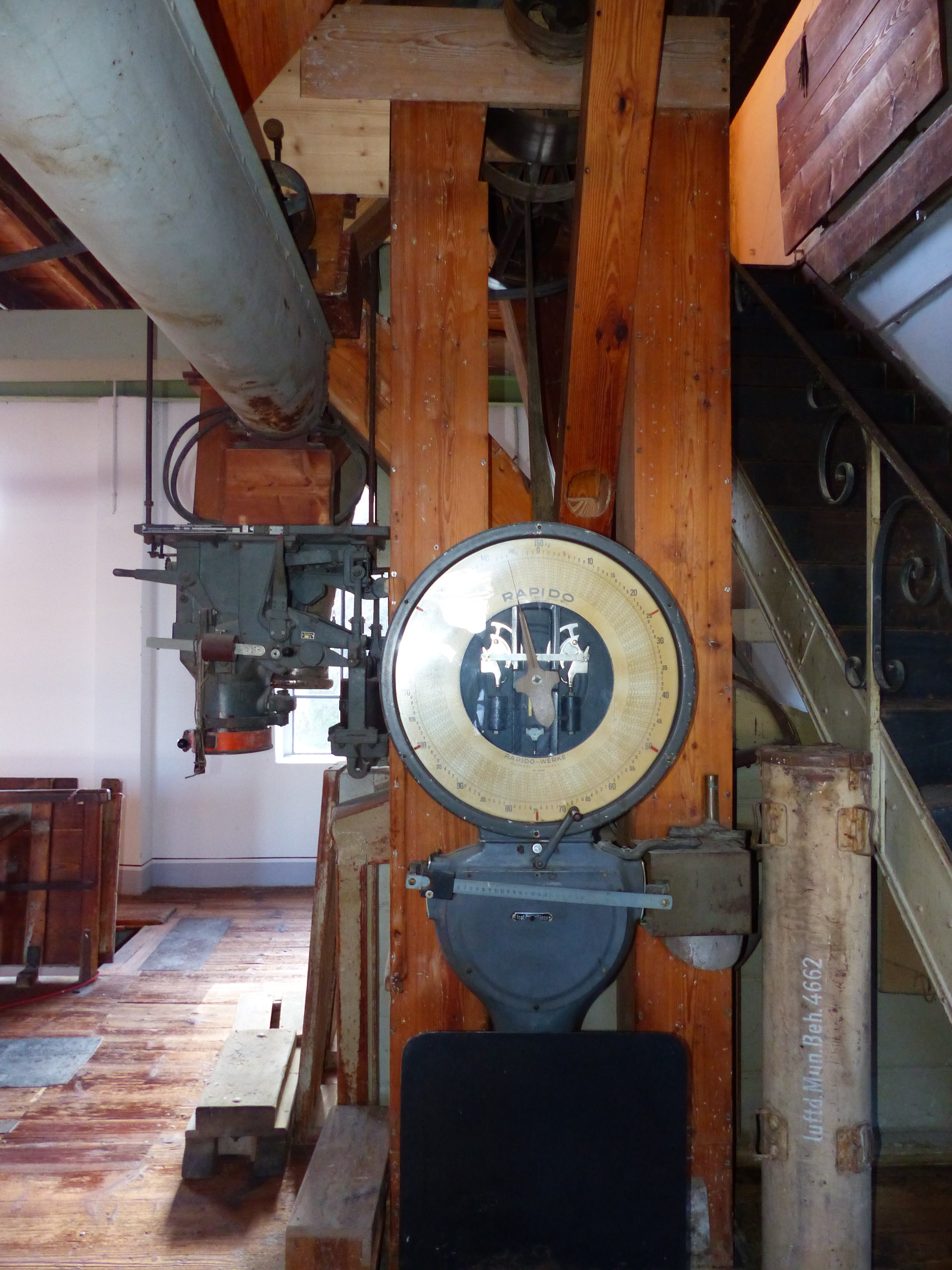
Rapido-Waage

Der wegen der Wägegeschwindigkeit der Produkte gewählte Markenname „Rapid“ wurde 1935 wegen seiner Häufigkeit in „Rapido“ geändert, 1937 erfolgte mit der Loslösung von dem ursprünglichen Gesellschafter auch die Umbenennung der Gesellschaft in Rapido-Werke R. Lehmann & Co. Da das Unternehmen auch durch seine Exporterfolge nach Schweden sowie Ost- und Südosteuropa wuchs, wurden die Produktionsflächen auf das auf der anderen Straßenseite liegende Nachbargrundstück Nr. 63 erweitert. Mit dem Wachstum von 200 auf 600 Beschäftigte wandelte sich während des Zweiten Weltkriegs das Produktionsspektrum hin zu Rüstungsgütern.
1945 wurden die Produktionsanlagen beschlagnahmt und von der Stadt Radebeul an einen Treuhänder übergeben. Ende 1945 konnte jedoch eine Produktion wiederaufgenommen werden, und 1946 wurden bereits wieder etwa 200 Arbeiter beschäftigt.
1947 erfolgte die Enteignung, aufgrund derer das Unternehmen erst als RAWA Spezialfabrik für automatische Wiege-, Zähl- und Prüfmaschinen und später als VEB Polygraph Spezialwaagen-Fabrik „Rapido“ weitergeführt wurde. 1968 erfolgte die Umbenennung in VEB Wägetechnik Rapido.

### Hebenstreit-Rapido
1970 fusionierten die benachbarten Betriebe Wägetechnik Rapido und Maschinenfabrik „Spezial“ zum VEB Wägetechnik Rapido. Wegen des Produktionsprogramms, das aus Waffelbackanlagen, mechanischen und elektromechanischen Waagen sowie ab 1982 auch aus Geldautomaten bestand, war der Betrieb mit 1400 Beschäftigten im Jahr 1989 Teil des Kombinats Nagema (Nahrungs- und Genussmittel Maschinenbau). Für Geldautomaten war der Betrieb DDR-weit der einzige Hersteller. Der Betrieb hatte einen Weltmarktanteil für Waffelbackanlagen von bis zu 15 %.
Nach dem Übergang in den Besitz der Treuhandanstalt im Jahr 1990 wurde der Betrieb 1994 als Radebeuler Waagen- und Maschinenfabrik GmbH sowie 1996 als Rapido Waagen- und Maschinenfabrik GmbH vergeblich verselbstständigt.
Nach der Einstellung der verlustreichen und nicht konkurrenzfähigen Waagenproduktion konnte der Betrieb 1997 als Tochtergesellschaft Hebenstreit-Rapido des Frankfurter Waffelbackanlagenherstellers Hebenstreit GmbH angegliedert werden. Diese war 1950 durch den Sohn eines der Firmengründer der ursprünglichen Maschinenfabrik Göhring & Hebenstreit, Otto Hebenstreit, in Frankfurt am Main gegründet worden. Mit Wirkung zum 31. März 2008 ist durch Umfirmierung und Ausgliederung der Standort Radebeul eine Betriebsstätte der Hebenstreit GmbH mit Sitz in Mörfelden-Walldorf geworden.
Das Werk in Radebeul produziert vollautomatische Waffelbackanlagen hauptsächlich für den internationalen Markt.